# Millennial Whoop
Als Millennial Whoop wird in der Popmusik eine Tonfolge bezeichnet, die zwischen dem fünften und dem dritten Ton einer Dur-Tonleiter wechselt. Geprägt wurde der Begriff von dem Blogger Patrick Metzger, der Name beschreibt das verstärkte Aufkommen ab den 2000er. Als Gesang fungiert in dieser Sequenz meistens der Ausdruck „Oh“, bzw. „Wa-oh-wa-oh“. Da die mehrfache Wiederholung von zwei Noten nicht geschützt ist, kann bei der Nutzung des Millennial Whoops kein Urheberrecht geltend gemacht werden.

## Beispiele für die Verwendung des Millennial Whoops
- 2003: The Rasmus – In the Shadows[5]
- 2008: Kings of Leon – Use Somebody[2]
- 2010: Katy Perry – California Gurls[2]
- 2012: Owl City feat. Carly Rae Jepsen – Good Time[2]
- 2013: Chvrches – The Mother We Share[1]
- 2013: Tove Lo – Habits (Stay High)[1]